# Tallarol capnegre
El tallarol capnegre o a les Balears i el País Valencià busquereta capnegra (també capnegre i busqueret de capnegre) (Curruca melanocephala; syn: Sylvia melanocephala) és un ocell de l'ordre dels passeriformes de la família dels sílvids (Sylviidae). És una espècie de distribució circummediterrània que ocupa permanentment el nord d'Àfrica, les Canàries i totes les penínsules així com les grans illes de la Mediterrània. El seu estat de conservació es considera de risc mínim.
El seu hàbitat típic el conformen brolles, àrees embosquinades, olivets i en general les àrees termòfiles de les terres de parla catalana, on és freqüent i localment abundant, especialment a la franja costanera i a les Illes, i ha colonitzat les ciutats.

## Taxonomia
Aquesta espècie estava classificada en el gènere Sylvia, però el Congrés Ornitològic Internacional, en la seva llista mundial d'ocells (versió 10.2, 2020) la transferí al gènere Curruca. Segons el Handook of the Birds of the World i la quarta versió de la BirdLife International Checklist of the birds of the world (Desembre 2019), aquest tàxon apareix classificat encara dins del gènere Sylvia.

## Morfologia

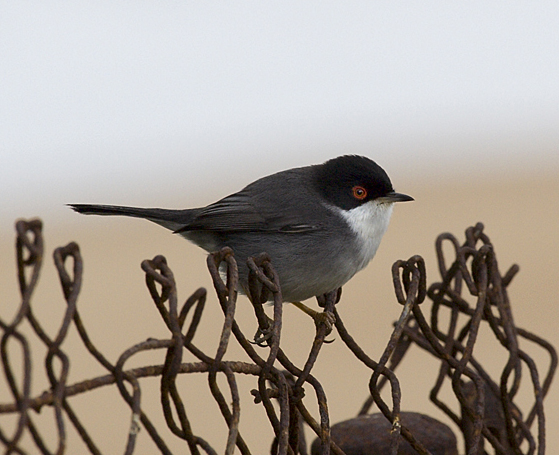
Tallarol capnegre mascle fotografiat a Portugal.

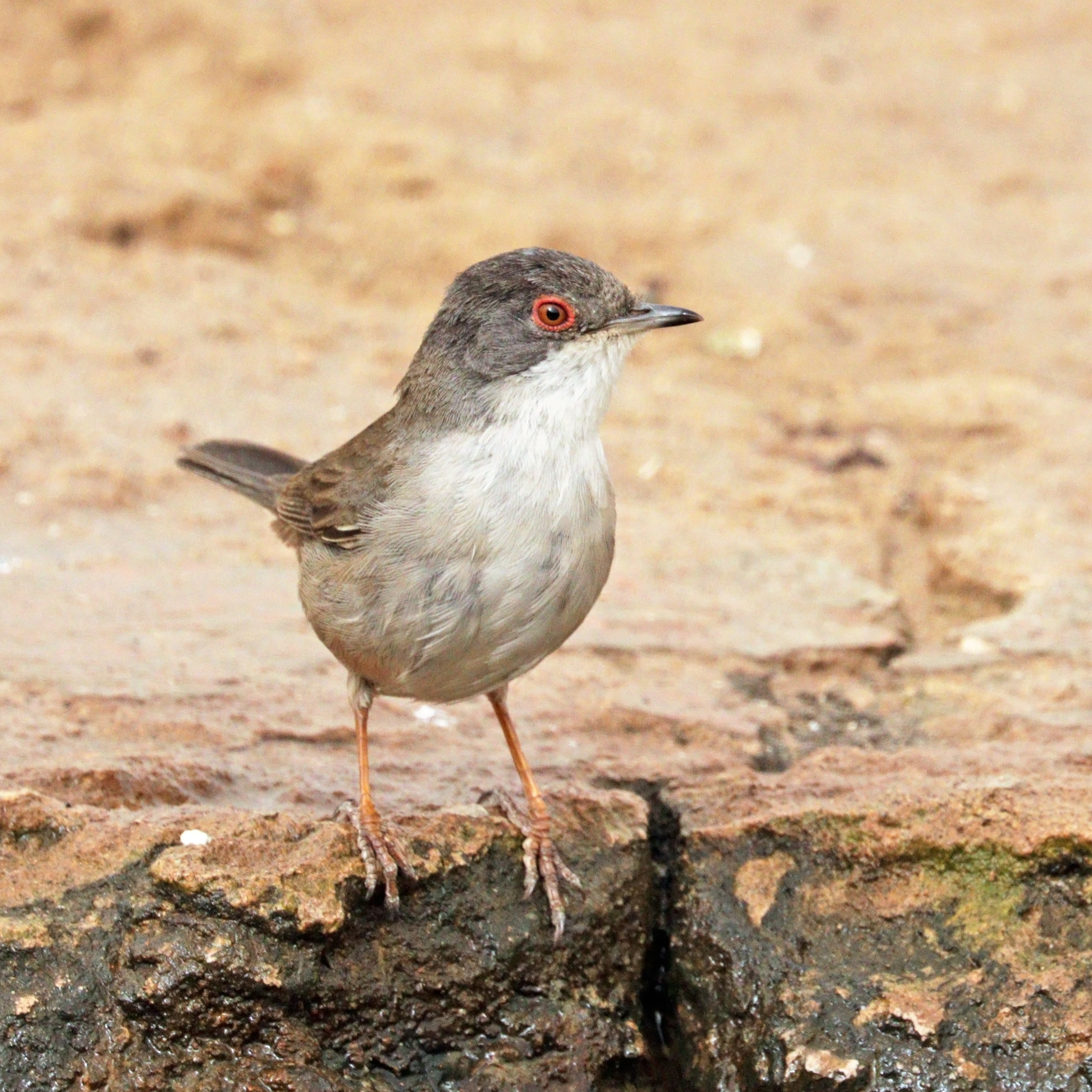
Femella fotografiada al Marroc

Existeix, com en altres tallarols, un marcat dimorfisme sexual en les lliurees. El mascle és més vistós, amb el capell i la cua molt negres, que contrasten enormement amb el blanc immaculat del coll.
Els ulls estan característicament vorejats per un anell orbital rosat fort o vermell en els adults i més pàl·lid en els subadults.
La femella té el disseny cefàlic com el del mascle, però del mateix color que el dors, la qual cosa fa que sigui menys vistent. Els joves són, en general, més apagats, però entre ells es poden diferenciar els mascles de les femelles per tindre la coloració cefàlica més tenyida (fins i tot més que les femelles).

## Confusió amb altresespècies
Sembla que substitueixi el tallarol de casquet (Sylvia atricapilla) a les zones més mediterrànies, tot i que aquest ha sofert darrerament un procés expansiu vers el sud i sovinteja més als boscos.
Es pot confondre amb el tallarol emmascarat (Sylvia hortensis), que té una àrea de distribució semblant, si bé el cant i les dimensions marquen clarament les principals diferències entre ambdós tallarols. A més, el tallarol emmascarat només és un ocell estival a la Mediterrània, mentre que el tallarol capnegre és sedentari, de manera que la confusió només es podria produir a l'estiu.

## Alimentació
Fonamentalment de dieta insectívora a l'època favorable, la complementa a la tardor i hivern amb fruits i baies. Es diu que pot menjar llavors a l'hivern, època en què es veu sovint fora de les àrees habituals, fet provocat probablement per moviments destinats a la recerca d'aliment.

## Costums
Emet tot l'any un reclam molt característic que la fa inconfusible encara que estigui ben amagada en la bosquina. El cant, melodiós amb notes raspants (se l'ha comparat amb una matraca), l'emet tant en vol com posat sobre la capçada dels arbusts o fins i tot a l'interior de les mates.
És molt activa des de febrer i març, quan hom la sent cantar intensament i es noten els estufaments dels mascles que segueixen el conspicu vol de zel per sobre les mates.

## Reproducció

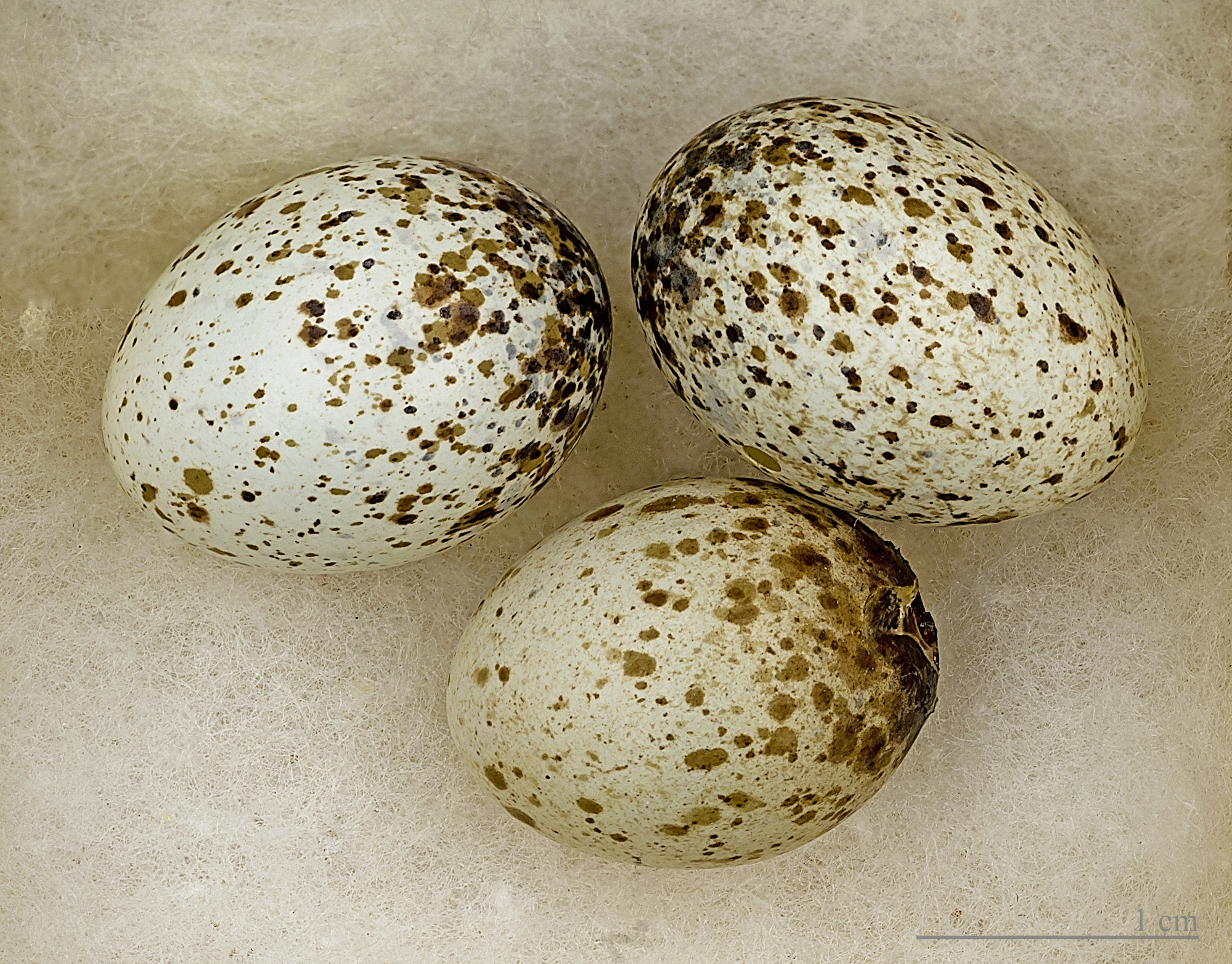
Sylvia melanocephala

Fa un parell de postes anuals en un niu situat a baixa altura en arbusts i mates.